# Wspólnota administracyjna Reichertsheim
Wspólnota administracyjna Reichertsheim – wspólnota administracyjna (niem. Verwaltungsgemeinschaft) w Niemczech, w kraju związkowym Bawaria, w rejencji Górna Bawaria, w regionie Südostoberbayern, w powiecie Mühldorf am Inn. Siedziba wspólnoty znajduje się w miejscowości Reichertsheim.
Wspólnota administracyjna zrzesza dwie gminy wiejskie (Gemeinde): 
- Kirchdorf, 1 347 mieszkańców, 21,03 km²
- Reichertsheim, 1 658 mieszkańców, 31,38 km²